# Mistrzostwa Świata w Pięcioboju Nowoczesnym 1955
Mistrzostwa Świata w Pięcioboju Nowoczesnym 1955 – 6. edycja mistrzostw odbyła się w Magglingen.

## Klasyfikacja medalowa
| Lp. | Państwo    | złoto | srebro | brąz | Razem |
| --- | ---------- | ----- | ------ | ---- | ----- |
| 1   | ZSRR       | 1     | 1      | -    | 2     |
| 2   | Węgry      | 1     | -      | 1    | 2     |
| 3   | Finlandia  | -     | 1      | -    | 1     |
| 4   | Szwajcaria | -     | -      | 1    | 1     |

## Medaliści

### Mężczyźni
| Złoto                                                    | Srebro                                                         | Brąz                                                          |
| Indywidualnie                                            |                                                                |                                                               |
| Konstantin Salnikow                                      | Olavi Mannonen                                                 | Aladár Kovácsi                                                |
| Drużynowo                                                |                                                                |                                                               |
| Węgry · István Szondy · Géza Ferdinandy · Aladár Kovácsi | ZSRR · Pawieł Rakitianski · Konstantin Salnikow · Igor Nowikow | Szwajcaria · Hansueli Glogg · Erhard Minder · Werner Vetterli |